# Autoexperimentación en ciencia
La autoexperimentación es la experimentación científica en la que el investigador realiza un experimento sobre sí mismo. La autoexperimentación tiene una larga y bien documentada historia de la ciencia que continúa hasta hoy en día, y es especialmente frecuente en medicina. Algunos de estos experimentos han sido muy valiosos y han arrojado nuevos conocimientos sobre diferentes áreas de la ciencia, sin embargo, también plantean diversos problemas metodológicos, estadísticos y éticos.

## Definición
No existe una definición formal de la autoexperimentación. Una definición estricta podría limitar el concepto a los casos en los que hay un experimento con un solo sujeto y este es el propio experimentador. Una definición más flexible podría incluir casos en los que los experimentadores forman parte de la muestra de voluntarios para el experimento. Algunos autores mantienen que el término autoexperimentación solo se puede aplicar si el investigador que realiza el autoexperimento es la persona que recibiría el crédito académico por el experimento también debe ser objeto del mismo.
Recientemente otros autores relacionan este tipo de prácticas con el concepto de ciencia personal y con el fenómeno más amplio de la ciencia ciudadana, en tanto que la autoexperimentación también puede ser llevada a cabo por personas que parten de un interés y una dedicación rigurosa en el estudio de su propio salud y bienestar sin ser científicos profesionales, y por tanto como un fenómeno ligado a la democratización de la ciencia.

## Breve historia de la autoexperimentación
Si bien es probable que la autoexperimentación haya sido ampliamente utilizada previamente, el primer autoexperimento bien registrado es obra del médico del siglo XVII Santorio Santorio. Determinó que la masa de su comida y bebida era generalmente más del doble de la masa de sus excreciones, lo que le llevó a postular la existencia del concepto de «sudoración insensible».
A principios de este siglo, Joseph Goldberger ingirió excreciones de pacientes de pelagra para demostrar que la pelagra no era contagiosa. Werner Forssmann introdujo un catéter a su corazón a través de una vena en su brazo para mostrar la viabilidad del procedimiento (que le valió el Premio Nobel de Medicina en 1956). Más recientemente, en 1984, Barry Marshall, un médico australiano, bebió un frasco de agua lleno de la bacteria Helicobacter pylori para demostrar que está involucrada en el desarrollo de úlceras gástricas. 

## Motivaciones
Hay muchas motivaciones para realizar autoexperimentación. La razón más fundamental es simplemente el deseo de hacer el bien a la humanidad partiendo del principio ético de que el experimentador no debe someter a los participantes en el experimento a ningún procedimiento que no estén dispuestos a realizar ellos mismos y el deseo de investigar algo que beneficie a la humanidad sin importar los riesgos. Max von Pettenkofer, después de ingerir la bacteria del cólera afirmó:
Incluso si me hubiera engañado a mí mismo y el experimento hubiera puesto en peligro mi vida, habría mirado a la Muerte tranquilamente a los ojos, pues el mío no habría sido un suicidio tonto o cobarde; habría muerto al servicio de la ciencia como un soldado del honor.
Existen, sin embargo, otras muchas motivaciones: el simple intento de conseguir reputación o fama, obtener resultados rápidamente, evitar la burocracia y los, habitualmente, exigentes controles éticos, o porque el diseño original del experimento no contaba con el beneplácito de los comités de ética correspondientes. Un ejemplo es Werner Forssmann, que continuó sus experimentos (que permitieron desarrollar posteriormente el cateterismo cardíaco) incluso después de que se le hubiera negado el permiso. Fue despedido dos veces por esta actividad, pero la importancia de su trabajo fue finalmente reconocida con el Premio Nobel de Medicina en 1956.
Existe también la posibilidad de que la autoexperimentación forme parte del deseo de suicidio del investigador. Esto es muy poco frecuente, y parece que solo existe un caso documentado: el Premio Nobel de Medicina Iliá Méchnikov que, en 1881, mientras padecía un trastorno depresivo mayor, se inyectó una bacteria que forma parte de las rickettsiosis. Según su esposa Olga, él eligió este método de muerte para que fuera beneficioso para la medicina. Sin embargo, Metchnikoff sobrevivió y en 1892 también autoexperimentó con el cólera.

## Estadística
Si usamos la definición estricta, la autoexperimentación sería un modo especial de experimentos con un solo individuo (o experimentos n = 1) en el que el sujeto es el propio investigador. En general, los estudios de un solo individuo requieren modelos estadísticos diferentes a los de otros experimentos y, en general, su validez externa (es decir, cómo de aplicables son sus resultados a la población general) es muy reducida y son más propensos a sesgos y errores no sistemáticos. Por lo tanto, el autoexperimento carece de la validez estadística de un experimento aleatorizado, doble ciego, con grupo control y amplio tamaño muestral. Por ejemplo, con los autoexperimentos con transfusión de sangre de Karl Landsteiner no podemos afirmar que la inmensa mayoría de transfusiones entre dos personas al azar también serán exitosas. Del mismo modo, un solo fallo no prueba absolutamente que un procedimiento sea inútil. Los autoexperimentos no pueden diseñarse para aplicar herramientas estadísticas como la aleatorización, el doble ciego, el grupo control, etc. de los que se benefician otros experimentos y ensayos clínicos.
La utilidad de los autoexperimentos desde un punto de vista investigador radica en lo fáciles que son (comparados con la investigación convencional sobre el mismo tema): pueden probar muchos tratamientos, medir muchas cosas a la vez, generar y probar muchas ideas, permitir un ensayo y error considerable. Los experimentos convencionales suelen ser más difíciles, pero también más versátiles, estudiar una gama más amplia de temas, y cuyos resultados son mucho más extrapolables a la población general. Los autoexperimentos y la investigación convencional pueden ayudarse mutuamente de varias maneras. Por ejemplo, pueden servir como medios para desarrollar hipótesis, rechazar hipótesis, orientar a qué experimentos con amplio tamaño muestral deben hacerse, etc.

## Ética
El Código de Núremberg (1947), que recoge una serie de principios básicos que rigen la experimentación con seres humanos, resultado de las deliberaciones de los Juicios de Núremberg al final de la Segunda Guerra Mundial, menciona en su artículo 5 de modo explícito la autoexperimentación entre los experimentos médicos permitidos:
No debe realizarse ningún experimento cuando exista una razón a priori para suponer que pueda ocurrir la muerte o un daño que lleve a una incapacitación, excepto, quizás, en aquellos experimentos en que los médicos experimentales sirven también como sujetos.

## Algunos ejemplos de investigadores que han autoexperimentado

### Medicina
- Daniel Alcides Carrión (1885) con la enfermedad de Carrión.
- Barry Marshal (1984) con la bacteria Helicobacter pylori.
- Santorio Santorio (siglo XVII) con experimentos miediendo la masa de comida ingerida y heces expulsadas.
- Walter Reed y su equipo (James Carroll, Aristides Agramonte y Jesse William Lazear, quien llegó a fallecer) con la fiebre amarilla.
- William Bosworth Castlecon carne de res cruda que regurgitaba y se la administraba a sus pacientes para el estudio de la deficiencia de factor intrínseco en la anemia perniciosa.
- David A. Robinson (1980) con la bacteria Campylobacter jejuni.
- Gail Monroe Dack  (1949) al comerse un pastel con bacterias del género Staphylococcus.[18]
- Leonid Rogozov (1961) se operó de apendicitis a sí mismo.[19]
- Werner Forssmann con el cateterismo cardíaco.Nicholas Senn experimentó introduciendo hidrógeno en su intestino a través del ano para investigar la perforación intestinal.

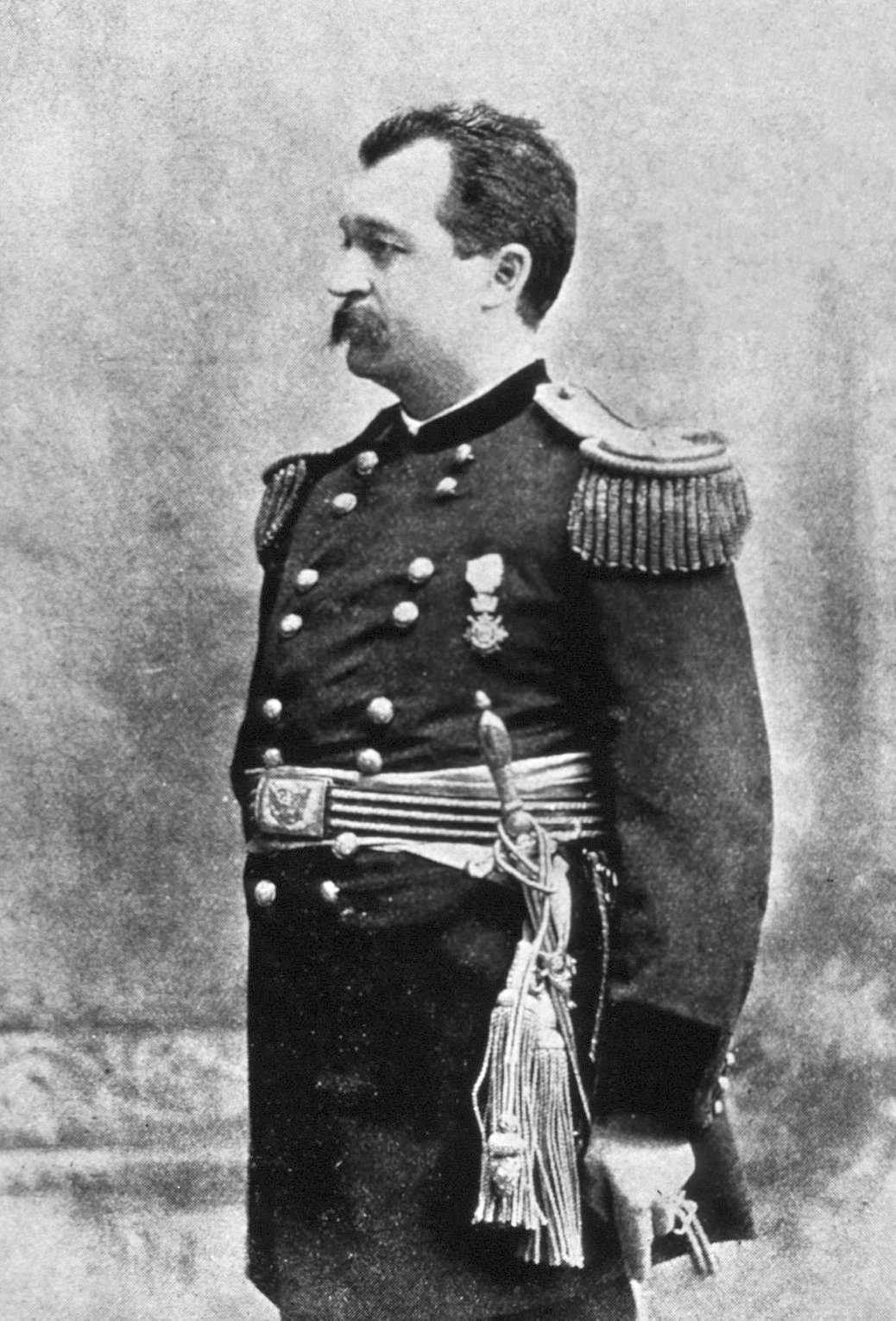
Nicholas Senn experimentó introduciendo hidrógeno en su intestino a través del ano para investigar la perforación intestinal.

- Max Joseph von Pettenkofer (1892) con el cólera.
- Howard J. Shaughnessy et al. (1942-1947) con la disentería.[20]
- Constantin Levaditi con la sífilis.
- Anatolii Albertovich Shatkin que se inyectó Chlamydia trachomatis en la conjuntiva para desarrollar tracoma.
- Claude Barlow ingirió Schistosomas.
- Richard Bernstein investigó con su propia diabetes mellitus para medir los niveles de insulina y glucosa.[1]
- Elliott Cutler se indujo hipertiroidismo para estudiar sus efectos renales.
- Nicholas Senn experimentó con hidrógeno en su ano para estudiar la perforación intestinal.[21]
- Evan O'Neill Kane realizó autocirugías como amputaciones.[22]
- August Bier con la anestesia espinal.
- Stubbins Ffirth (1873) con la fiebre amarilla.
- Nathaniel Kleitman, pionero de la investigación en fisiología del ciclo vigilia-sueño, junto con su asistente Bruce Richardson, pasaron varias horas en una cueva de Kentucky para estudiar los ritmos circadianos.[23]
- Alexander Bogdanov (1928), experimentando con autotransfusiones sanguíneas. Falleció a raíz del autoexperimento.[24]

### Química y farmacología
- Humphry Davy con el óxido nitroso.
- Edwin Katskee autoexperimentó con la cocaína.
- Erik Jacobsen y Jens Hald con el disulfiram durante la ocupación de Dinamarca por la Alemania nazi.
- Chauncey D. Leake con el furano.
- Stewart Adams (1961) con el ibuprofeno para tratar una resaca.[25]
- Albert Hofmann (1943) y Timothy Leary con los efectos psicotrópicos del LSD.[18]
- Arthur Heffter (1897) con el peyote.
- Jacques-Joseph Moreau (1845) con el hachís.
- Alexander Shulgin con la feniletilamina y la triptamina.
- Maurice Crowther Hall (1921) ingirió cloruro de carbono (IV) para investigar su efectividad contra parásitos intestinales.
- James M. Schlatter con el aspartamo.
- Leo Sternbach, descubridor de las benzodiacepinas, probó los compuestos que iba fabricando.

### Psicología
- Hermann Ebbinghaus desarrolló experimentos para investigar la memoria y el aprendizaje.[1]
- Thomas Young inmovilizó uno de sus ojos para investigar su movimiento y la acomodación del ojo.[1]
- Algunos psicólogos conductuales iniciales, como Edward Thorndike y Wilhelm Wundt llevaron a cabo varios autoexperimentos sobre sus propios pensamientos, emociones y comportamiento.

### Física
- Isaac Newton realizó varios autoexperimentos. Uno de ellos colocando un punzón lo más cerca posible de la parte posterior del ojo para comprobar si interrumpía la visión del color y la luz.[26]
- JBS Haldane autoexperimentó con cámaras de descompresión.
- John Paul Stapp con la aceleración.
- Charles Dalziel con la electricidad.
- Kevin Warwick con implantes de radiofrecuencia.
- Klaus Hansen bebió agua pesada.
- John C. Lilly autoexperimentó en tanques de privación sensorial.
- Joseph Barcroft (1920) investigó los efectos de la respiración en altitudes elevadas.
- Kenneth Gordon Scott (1949) inhaló plutonio y uranio.[2]
- Pierre Curie (1903) se quemó el brazo con radio.[27]

### Informática
- Kevin Warwick (2003) creó y experimentó implantes neurales en el nervio mediano para conectarse con Internet.[28]

## Ganadores del Premio Nobel en ciencias a científicos que han autoexperimentado[29][30]
| Año  | Ganador           | Campo                    | Notas                                                                           |
| ---- | ----------------- | ------------------------ | ------------------------------------------------------------------------------- |
| 1903 | Niels Finsen      | Fototerapia              |                                                                                 |
| 1904 | William Ramsay    | Gases nobles             | El autoexperimento no estuvo relacionado directamente con el motivo del premio. |
| 1908 | Iliá Méchnikov    | Fagocitosis              | El autoexperimento no estuvo relacionado directamente con el motivo del premio. |
| 1923 | Frederick Banting | Insulina                 |                                                                                 |
| 1928 | Charles Nicolle   | Etiología del tifus      |                                                                                 |
| 1930 | Karl Landsteiner  | Tipos sanguíneos         |                                                                                 |
| 1936 | Victor Hess       | Rayos cósmicos           |                                                                                 |
| 1939 | Gerhard Domagk    | Prontosil                |                                                                                 |
| 1939 | Ernest Lawrence   | Ciclotrón                | El autoexperimento no estuvo relacionado directamente con el motivo del premio. |
| 1943 | George de Hevesy  | Isótopos como trazadores | El autoexperimento no estuvo relacionado directamente con el motivo del premio. |
| 1956 | Wener Forssmann   | Cateterismo cardíaco     |                                                                                 |
| 2005 | Barry Marshall    | Helicobacter pylori      |                                                                                 |